# Marek Forgáč
Marek Forgáč (ur. 21 stycznia 1974 w Koszycach) – słowacki duchowny katolicki, biskup pomocniczy Koszyc od 2016.

## Życiorys

### Prezbiterat
Święcenia kapłańskie otrzymał 19 czerwca 1999 i został inkardynowany do archidiecezji koszyckiej. Po kilkuletnim stażu wikariuszowskim został duszpasterzem przy uniwersyteckim ośrodku duszpasterskim w Koszycach, a w latach 2007–2016 był ojcem duchownym tego ośrodka. Był także wykładowcą i wicedziekanem przy miejscowym Wydziale Teologicznym.

### Episkopat
11 czerwca 2016 papież Franciszek mianował go biskupem pomocniczym archidiecezji koszyckiej, ze stolicą tytularną Seleuciana. Sakry udzielił mu 1 września 2016 metropolita koszycki – arcybiskup Bernard Bober.